# Karina Jelinek
Olga Karina Jelinek Yamaguchi (sinh ngày 22 tháng 3 năm 1981 ) là một nữ người mẫu, diễn viên và nhân vật truyền hình người Argentina.

## Tiểu sử
Jelinek sinh ra và lớn lên tại Villa María, tỉnh Córdoba, Argentina. Cô bắt đầu làm người mẫu từ năm 16 tuổi tại tỉnh Córdoba, Argentina, và trở thành Hoa hậu Tỉnh Córdoba và Hoa hậu Villa Carlos Paz. Năm 19 tuổi, cô chuyển đến Buenos Aires và bắt đầu tham gia các chương trình thời trang, chiến dịch quảng cáo và chương trình truyền hình. Cô đã xuất hiện trên các tạp chí Maxim và H Para Hombres  và các phương tiện truyền thông khác. Năm 2004, cô tham gia chương trình truyền hình giải trí No Hay 2 sin 3.
Năm 2005, cô tham gia cuộc thi nhảy Bailando por un Sueño, một phần của chương trình truyền hình Showmatch ở Argentina phát sóng El Trece.
Sau ba tháng hẹn hò, cô kết hôn với Leonardo Fariña vào ngày 28 tháng 4 năm 2011  trong khách sạn Tattersall ở quận Palermo của thủ đô Buenos Aires.
Năm 2012, cô một lần nữa tham gia cuộc thi Bailando por un Sueño (Tiếng Anh: "Dancing for a Dream"), một phần của chương trình Showmatch. Vào năm 2013, chồng cô Fariña đã xuất hiện trên các phương tiện truyền thông liên quan đến một bản ghi âm bí mật của anh ta được cho là nói về việc rửa tiền. Tháng 5 năm đó họ ngừng sống chung.